# Dragan Mihajlović
Dragan Mihajlović (* 22. August 1991 in Jugoslawien) ist ein Schweizer Fussballspieler bosnischer Herkunft.

## Karriere

### Vereinskarriere
Mihajlović begann seine Karriere bei der AC Bellinzona in der italienischsprachigen Region der Schweiz. Sein erstes Ligaspiel bestritt er am 26. April 2008 bei einem 3:0-Sieg gegen Yverdon, als er Angelo Raso ersetzte. In der Folge kam er in zwei weiteren Spielen der Challenge League als Einwechselspieler zum Einsatz. Am letzten Spieltag der Saison 2008/09 der Super League feierte Mihajlović sein Debüt in der höchsten Schweizer Spielklasse, als er in der 58. Minute für Adewale Wahab eingewechselt wurde. Zu Beginn der Saison 2009/10 spielte er in vier der ersten fünf Ligaspiele erneut als Einwechselspieler für Bellinzona.
Kurz nach seinem 18. Geburtstag, am 31. August, wurde Mihajlović vom FC Parma verpflichtet, der gerade in die Serie A aufgestiegen war. Nach nur einer Saison im Jugendteam von Parma kehrte der damals 18-jährige Schweizer Stürmer am 3. Juni 2010 zurück zur AC Bellinzona und unterschrieb dort einen Dreijahresvertrag.
Zwischen 2013 und 2021 spielte Mihajlović für mehrere Vereine in verschiedenen Ligen. Von 2013 bis 2016 war er beim FC Chiasso in der Challenge League aktiv, wo er in 111 Spielen 10 Tore erzielte. Anschließend wechselte er zum FC Lugano in die Super League, für den er von 2016 bis 2019 91 Spiele absolvierte und ein Tor erzielte. Von 2019 bis 2021 stand er bei APOEL Nikosia in der zyprischen First Division unter Vertrag und bestritt dort 21 Ligaspiele.
Am 12. Februar 2021 unterschrieb Mihajlović beim bulgarischen Verein Levski Sofia. Er etablierte sich sofort als Stammspieler auf der Position des Rechtsverteidigers und behielt diesen Platz ein Jahr lang bis zum Ende der Saison 2021/22. Sein größter Erfolg bei Levski war zweifellos der Gewinn des Bulgarischen Pokals 2021/22. Mihajlović trug maßgeblich zu diesem Erfolg bei, insbesondere mit einem Tor gegen Ludogorez Rasgrad im Hinspiel des Halbfinals. Am Ende der Saison konnte er sich mit Levski jedoch nicht auf eine Vertragsverlängerung einigen und verließ den Verein.
Nach dem Ende der Saison 2021/22 verließ Dragan Mihajlović Levski Sofia und kehrte zur AC Bellinzona zurück.

### Nationalmannschaft
Mihajlović erzielte ein Tor in der Qualifikation zur U19-Europameisterschaft 2010. Sein Debüt für die Schweizer U19-Nationalmannschaft gab er am 2. September 2009 im Hinspiel eines Freundschaftsduells gegen die georgische U19-Auswahl.